# Dodowa (Ghana)

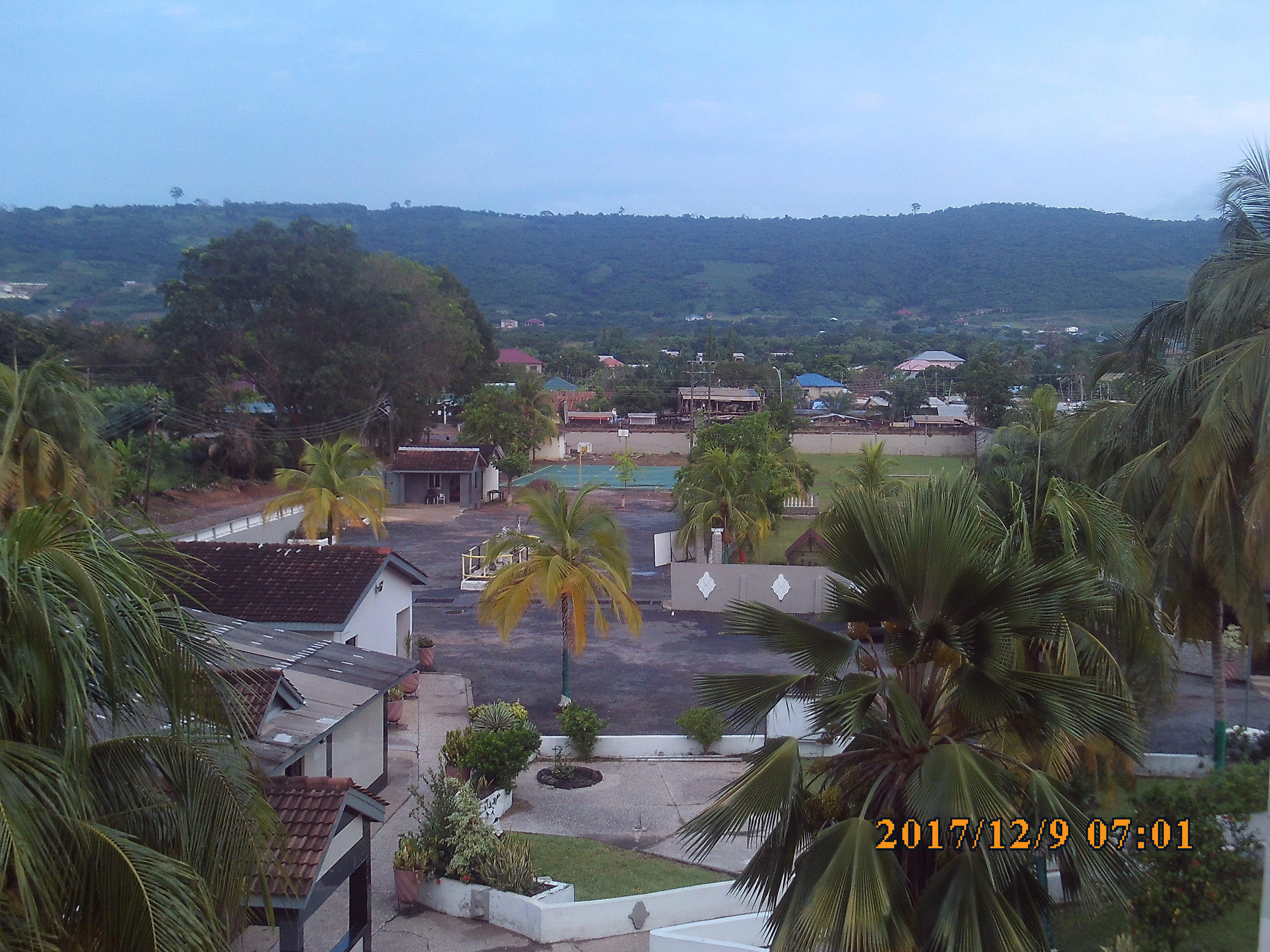
Dodowa

Dodowa ist eine Stadt in der Greater Accra Region in Ghana.

## Geschichte
Der Ort liegt im Shai Osu-Doku Distrikt und ist dessen Provinzhauptstadt. Sie liegt rund 30 km nördlich von Tema am Nordrand der Agglomeration um Accra und 120 km südwestlich der Landeshauptstadt der Volta Region Ho. Seit 1982 ist hier das Regionalbüro des Staatspräsidenten Greater Accra Regional House of Chiefs beheimatet.

## Persönlichkeiten
- Mercy Myles (* 1992), Fußballnationalspielerin
- Edward Akufo-Addo (1906–1979), Richter